# Charo López (actriz argentina)
María Carolina López Schmalenberger (Buenos Aires, 6 de mayo de 1980), conocida artísticamente como Charo López, es una actriz, cantante y comediante argentina.

## Carrera
Charo López comenzó sus estudios de actuación a la edad de 15 años, después de abandonar la escuela secundaria. También pasó por varias escuelas de improvisación a lo largo de su formación.
Comenzó actuando en publicidades para televisión y radio. En la pantalla chica es conocida por participar en los programas Cualca y Por ahora, junto a Malena Pichot, Julián Kartun, Julián Lucero y Julián Doregger.
Entre sus actuaciones en teatro se destacan: Improcrash, una obra de improvisaciones que realizó por varios años y con el que recorrió gran parte del país y de Europa; los espectáculos de stand up junto a los integrantes de Cualca; y el espectáculo Sociedad de Comedia junto a la comediante Ana Carolina. Asimismo también es docente de improvisación.
Condujo el programa Qué olor, que se emitió en El Destape hasta su finalización. En 2025, el formato fue adquirido por el canal de streaming Gelatina, propiedad de Pedro Rosemblat, junto a Noelia Custodio
López se considera feminista y ha apoyado diversas causas por los derechos de la mujer.

## Radio
- 2003: Tu auto es tu auto. Publicidad de radio. Vol.Gol. para El limbo.
- 2004: Campaña para I.N.T.I. Publicidad de radio.
- 2022: Qué olor. El Destape Radio.
- 2025: Qué olor. Gelatina.

## Cine
| Año  | Título                  | Personaje             | Notas                         |
| ---- | ----------------------- | --------------------- | ----------------------------- |
| 2003 | Los días                | Charo                 | Cortometraje                  |
| 2012 | Berta y Kubi            | Berta                 | Cortometraje                  |
| 2014 | Cómo ganar enemigos     | Organizadora de bodas | Participación especial        |
| 2017 | Rosas llenas de sangre  | Ana Laura             | Protagonista                  |
| 2019 | El patalarga            | Tami (voz)            | Doblaje para película animada |
| 2019 | Margen de error         | Eli                   | Personaje secundario          |
| 2022 | Hoy se arregla el mundo | Yanina                | Personaje secundario          |
| 2024 | Jaque mate              | Nancy                 | Personaje secundario          |

## Televisión

### Ficciones
| Año       | Título                               | Personaje         | Notas                         |
| --------- | ------------------------------------ | ----------------- | ----------------------------- |
| 2009      | Mitos, crónicas del amor descartable |                   | Participación especial        |
| 2012      | Mi amor, mi amor                     | Amiga de Celeste  | Cameo                         |
| 2013      | Por ahora                            | Josefina          | Coprotagonista                |
| 2013      | Jorge                                | Luciana           | Coprotagonista                |
| 2016      | Mucama de vampiros                   | Delfina           | Participación especial        |
| 2018      | Morir de amor                        | Silvina Müller    | Participación especial        |
| 2018      | Fugitiva                             | Esperanza Estrada | Personaje secundario          |
| 2019      | Otros pecados                        | Cajera            | Episodio: «Lo mejor del amor» |
| 2023-2025 | División Palermo                     | Paloma Rodríguez  | Coprotagonista                |
| 2023      | Gamer, una vida más                  | Victoria          | Coprotagonista                |

### Programas
| Año  | Título                           | Rol          | Notas                    |
| ---- | -------------------------------- | ------------ | ------------------------ |
| 2007 | Compatriotas                     | Humorista    | Participación recurrente |
| 2023 | LOL: Last One Laughing Argentina | Participante | Sexta eliminada          |

## Series web
| Año       | Título                 | Personaje                          |
| --------- | ---------------------- | ---------------------------------- |
| 2011-2015 | Paralell World         | Charo / Rosario                    |
| 2014      | Cualca                 | Ana Chamot / Marta Chamot / Varios |
| 2015      | Mi mamá es una rebelde | Verónica Melecho                   |
| 2016      | Mundillo               | Varios                             |
| 2018      | Tarde Baby             | Charo                              |

## Teatro
- 1998: DIU-NON. Director: Diego Ganso. Teatro Nobles Bestias.
- 1998: Las supersticiones no dejaron vivir a Cristina. Director: Nelson Valente. Teatro Payró.
- 1999: Es Ud. mi paño de lágrimas. Director: Nelson Valente. Centro Cultural Recoleta.
- 2000: Miserere Nobis. Director: Ignacio Gómez. Fundación Teatro del Sur.
- 2002: Match, improvisaciones con estilo. Director: Fabio Mosquito Sancineto. Centro Cultural Borges.
- 2003: Nosotros somos. Director: José Villa. Centro Cultural Recoleta.
- 2003: Jornadas de artes escénicas alternativas. Director: Fabio Mosquito Sancineto. Teatro Municipal General San Martín.
- 2003: Mosquito Industria Argentina. Director: Fabio Mosquito Sancineto. Teatro Municipal General San Martín.
- 2003: Match, improvisaciones con estilo. Director: Fabio Mosquito Sancineto. Teatro Vitral.
- 2004: Match, improvisaciones con estilo. Director: Fabio Mosquito Sancineto. Teatro Auditorium de Mar del Plata (temporada de verano).
- 2004: Match, improvisaciones con estilo. Director: Fabio Mosquito Sancineto. Teatro Vitral.
- 2005: Crack!, show de humor improvisaciones/café-concert. Restaurante La marca, de San Clemente del Tuyú.
- 2005: Match, improvisaciones con estilo.
- 2005: Improcrash! il ritorno....
- 2005-2006: Improcrash! Cómo diablos sucedió esto?.
- 2006-2008: Improcrash, un salto al baldío!.
- 2009: AMS Alcanzó muy satisfactorio.
- 2010: Improcrash hace Links improtube.
- 2010-2011: Macedonia.
- 2011: Improcrash: Pleno.
- 2011: Improvisaciones sobre el espacio.
- 2011-2012: Improcrash! Multimedia.
- 2011-2012: Sociedad de Comedia.
- 2012: Stand up en la facu.
- 2013: Cuatro.
- 2014: Ana Carolina y Charo López (stand up).
- 2014: Charo Lopez + Ana Carolina + Caro Pardíaco (stand up).
- 2014: Caro Pardíaco + Charo Lopez + Julián Lucero (stand up).
- 2014: Lucero - Kartún - Lopez.
- 2014: Rococó.
- 2014: Vergüenza Ajena S.A.
- 2014-2015: Persona.
- 2016: Los Bla Bla presentan: Puro Bla Bla!.
- 2016: Persona golden vip.